# El Remolino, Las Choapas
El Remolino är en ort i Mexiko.   Den ligger i kommunen Las Choapas och delstaten Veracruz, i den sydöstra delen av landet, 600 km öster om huvudstaden Mexico City. El Remolino ligger 44 meter över havet och antalet invånare är 257.
Terrängen runt El Remolino är huvudsakligen kuperad, men den allra närmaste omgivningen är platt. El Remolino ligger nere i en dal. Runt El Remolino är det ganska glesbefolkat, med 29 invånare per kvadratkilometer. Närmaste större samhälle är Felipe Ángeles, 16,9 km söder om El Remolino. Omgivningarna runt El Remolino är en mosaik av jordbruksmark och naturlig växtlighet.